# Rambah Muda
Rambah Muda is een bestuurslaag in het regentschap Rokan Hulu van de provincie Riau, Indonesië. Rambah Muda telt 3651 inwoners (volkstelling 2010).